# Alive (film 2020)
#Alive (#살아있다?, #SaraitdaLR; lett. "Vivo") è un film horror del 2020 diretto da Cho Il-yung, basato sul webtoon del 2014 Dead Days di Matt Naylor.

## Trama
Oh Joon-woo è un ragazzo sudcoreano molto attivo sui social network che si risveglia da solo nel proprio appartamento, dal momento che i genitori e la sorella sono via. La giornata sembra trascorrere normalmente finché Oh Joon-woo non scopre che nella città è in corso un'epidemia di folli violenze e dalla finestra di casa inizia a vedere dal vivo alcune atrocità. Non appena il ragazzo prova a sbirciare sul pianerottolo per rendersi conto della situazione, un vicino gli si fionda in casa e gli racconta di essere stato aggredito dal suo stesso fratello. Oh Joon-woo è restio a lasciarlo in casa propria, ma si lascia convincere a fargli usare il bagno. Mentre il vicino è in bagno, il telegiornale informa che quella in corso è una vera e propria epidemia virale: chi viene morso o entra in contatto col sangue di un contagiato si trasformerà anche lui in una sorta di zombie. Subito dopo essere uscito dal bagno, anche il vicino compie la tremenda trasformazione: Oh Joon-woo riesce a cacciarlo dall'appartamento senza essere ferito ed a barricarsi dentro, ma resta comunque fortemente spaventato. Il ragazzo ha inoltre pochi viveri con sé, e anche la connessione internet e il campo telefonico iniziano a venire meno.
Man mano che proseguono i giorni, Oh Joon-woo cerca di razionare le provviste, lasciare delle testimonianze online quando riesce a farlo e costruire dei marchingegni per lanciare messaggi radio attraverso il telefonino, ma ogni sforzo sembra inutile e ogni segnale che arriva dall'esterno è negativo. Dopo aver affrontato uno zombie entrato in casa e aver rischiato di cadere dal balcone, mentre continua a vedere gente attaccata e sbranata dagli zombie e ha perfino un'allucinazione sul ritorno dei suoi genitori a casa, Oh Joon-woo riesce a captare l'ultimo messaggio della sua famiglia. Inizialmente rinfrancato, il ragazzo scopre con orrore che i suoi familiari sono stati uccisi dagli zombie. A questo punto, colto da un raptus, il ragazzo esce dall'appartamento e si scontra con numerosi zombie, riuscendo a barricarsi in un altro appartamento privo di persone ma ricco di provviste. Qui il ragazzo è tuttavia colto da un momento di depressione e tenta il suicidio impiccandosi: appena prima che sia troppo tardi, tuttavia, un laser inizia a lanciargli messaggi dalla finestra. Il ragazzo riesce a salvarsi la vita facendo staccare la corda dal lampadario, e scopre così che esattamente di fronte a lui vive una ragazza che è ancora umana.
Grazie a varie tipologie di comunicazione non verbale e ad alcune ingegnose idee per scambiarsi cibo e oggetti vari, i due ragazzi riescono a comunicare ed a creare una quotidianità in cui sembrano quasi convivere. Mentre svolgono queste attività, tuttavia, i due finiscono spesso per attirare gli zombie, che per poco non riescono ad entrare nell'appartamento di Kim Yoo-bin: soltanto l'ingegno congiunto dei due ragazzi riesce ad evitare il peggio. Quando però un'orda di zombie assale l'intero condominio della ragazza, a lei non resta altro da fare che uscire e rifugiarsi nel palazzo di Oh Joon-woo: sembrerebbe infatti che l'ottavo piano del palazzo sia completamente sgombero. Calandosi entrambi in strada, i ragazzi riescono a fronteggiare gli zombie ed a rifugiarsi nel palazzo desiderato, tuttavia anche qui finiscono per essere braccati dalle creature. Quando tutto sembra perduto, un terzo individuo li accoglie nel loro appartamento: l'uomo dà loro da mangiare e intavola discorsi, parlando addirittura di soccorsi in arrivo. Le sue intenzioni non sono però buone: il cibo conteneva infatti dei narcotici, e non appena perdono i sensi l'uomo li ammanetta e dà Kim Yoo-bin in pasto a sua moglie, una zombie tenuta segregata in una camera.
Prima che accada il peggio, Oh Joon-woo si risveglia e minaccia l'uomo con una pistola. Proprio quando l'uomo sembra essere riuscito comunque nel suo scopo, Kim Yoo-bin riesce invece ad ingannarlo ed a far modo che sia proprio lui ad essere aggredito da sua moglie, dopo di che Oh Joon-woo uccide entrambi con la pistola. A questo punto Kim Yoo-bin vorrebbe che entrambi si suicidassero prima di essere trasformati loro stessi in zombie: lui tuttavia desiste, e proprio in quel momento percepiscono il rumore di un elicottero. I due ragazzi tentano allora di raggiungere il tetto dell'edificio, affrontando numerosissimi zombie nel farlo: una volta sul tetto iniziano ad urlare per attirare l'attenzione del mezzo, riuscendoci. La porta del tetto regge fino a un certo punto, tuttavia i militari riescono a salvare i due ragazzi appena prima che vengano attaccati dagli zombie. Sull'aereo i militari segnalano il ritrovamento di due superstiti e li informano che stanno per portarli in un luogo sicuro; la radio li informa inoltre che sono circa 50.000 le persone finora contagiate, e che è in corso una campagna di tracciamento dei superstiti proprio grazie ai loro post sui social. Oh Joon-woo capisce che è stato proprio un suo post su Instagram a salvare la sua vita e quella di Kim Yoo-bin.

## Distribuzione
Il film è stato pubblicato nei cinema sudcoreani a partire dal 24 giugno 2020. Nell'agosto 2020 #Alive è stata acquistato da Netflix, che lo ha distribuito in tutto il mondo a partire dal mese successivo. Per la promozione dell'opera è stato creato un account Instagram per il protagonista del film Oh Joon-woo.

## Accoglienza

### Incassi
Il film ha incassato 14,7 milioni di dollari nel solo mercato sudcoreano.

### Critica
Secondo l'aggregatore di recensioni coreano Naver, il film ha ottenuto un voto di 7,09 su 10. Secondo l'americano Rotten Tomatoes il film ha ottenuto invece un indice di gradimento dell'86% e un voto di 6,59 su 10 basato su 21 recensioni.